# Försjön (Gryteryds socken, Småland)
Försjön är en sjö i Gislaveds kommun i Småland och ingår i Nissans huvudavrinningsområde. Sjön är 8 meter djup, har en yta på 0,0289 kvadratkilometer och är belägen 141 meter över havet. Vid provfiske har abborre och gädda fångats i sjön.